# Michael Silvester
Michael Silvester, född 10 december 1951 i Cincinnati, Ohio, är en italiensk basketspelare som tog OS-silver 1980 i Moskva. Detta var Italiens första basketmedalj i OS, och det kom att dröja till baskettävlingarna vid OS 2004 i Aten innan nästa medalj - ett silver - togs. Han är numera coach för Cincinnati Hills Christian Academy.